# Charles Reidpath
Charles Decker Reidpath (Buffalo, Nova York, 20 de setembre de 1889 – Kenmore, Nova York, 21 d'octubre de 1975) va ser un atleta estatunidenc que va competir a començaments del segle xx. És conegut per haver guanyat dues medalles als Jocs Olímpics de 1912.

## Biografia
Nascut a Buffalo, Nova York, estudià al Lafayette High School de Buffalo i la Universitat de Syracuse. Va ser en aquesta universitat quan començà a destacar en les proves atlètiques, en guanyar diversos campionats de 220 i 440 iardes.
El 1912 va prendre part en els Jocs Olímpics d'Estocolm, on disputà tres proves del programa d'atletisme. En els 4x400 metres relleus guanyà la medalla d'or amb l'equip estatunidenc, alhora que establia un nou rècord del món amb un temps de 3' 16.6". En els 400 metres també guanyà la medalla d'or. En els 200 metres fou cinquè.
Durant la Segona Guerra Mundial fou destinat a Europa, on serví com a tinent coronel a Anglaterra, França i Bèlgica al cos Transportation Corps.
Morí a Kenmore el 1975.